# Leisnig
Leisnig (górnołuż. Lěsnik) – miasto w Niemczech, w kraju związkowym Saksonia, w okręgu administracyjnym Chemnitz, w powiecie Mittelsachsen (do 31 lipca 2008 w powiecie Döbeln). W 2009 liczyło 6 522 mieszkańców. 
1 stycznia 2012 do miasta przyłączono gminę Bockelwitz, która stała się automatycznie jego dzielnicą. Liczba mieszkańców wzrosła do 9 090.

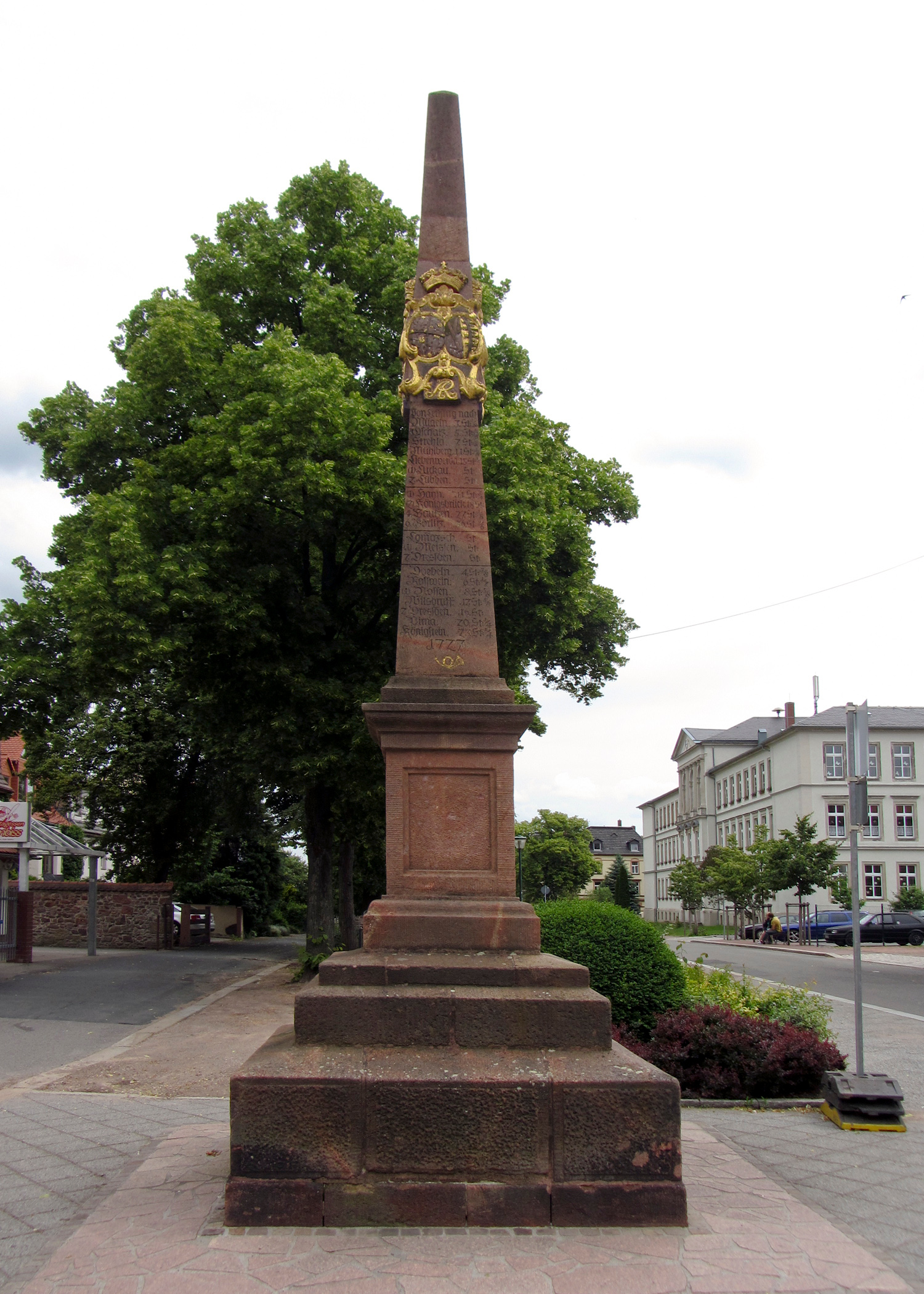
Słup dystansowy poczty polsko-saskiej z 1727 roku

.

## Współpraca
Miejscowości partnerskie:
- Bünde, Nadrenia Północna-Westfalia
- Halásztelek, Węgry
- Oggiono, Włochy